# Ogurja Ada

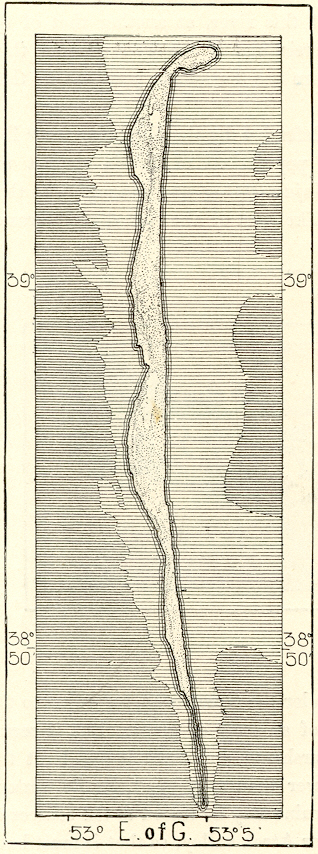
Antiga carta russa da ilha Ogurchinskiy

A ilha Ogurchinskiy, Ogurja Ada (ou "Ogurga") em língua turquemena), é a mais comprida ilha do mar Cáspio, e a maior ilha do Turquemenistão.  
O seu nome em língua russa é Ogurchinskiy (Остров Огурчинский, Ostrov Ogurchinskiy), e este é mais conhecido que o nome em turquemeno por causa da influência que a Rússia Imperial exerceu na zona do Cáspio e Ásia Central.
A ilha tem 47 km de comprimento no sentido norte-sul, e a largura não ultrapassa 3 km. Fica próximo da costa turquemena, a 17 km a sul da península Tcheleken.
A ilha é hoje um parque natural (Reserva Natural Hazar), cujas longas costas são um habitat ideal para a foca-do-cáspio (Pusa caspica) e aves marinhas. No interior vivem gazelas, introduzidas na época em que existiu a União Soviética.

## Ver também

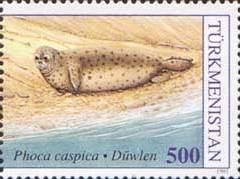
Foca do Cáspio numa praia da ilha Ogurchinskiy.